# Кох, Вильгельм Даниель Йозеф
Вильге́льм Дание́ль Йо́зеф Кох (нем. Wilhelm Daniel Joseph Koch; 1771—1849) — немецкий ботаник, систематик.

## Биография
Изучая в Йене и в Марбурге медицину, Кох особенно интересовался ботаникой; после окончания университетского курса он до 1824 года был врачом в Кайзерслаутерне.
В 1824 году Кох был назначен профессором ботаники и директором ботанического сада в Эрлангене, где и оставался до самой смерти.

## Сочинения

### Систематика
Наиболее известные сочинения Коха, прославившие его как систематика:
- «Sinopsis florae Germanicae et Helveticae»;
- «Taschenbuch der deut. und Schweiz. Flora»;

оба эти сочинения выдержали по несколько изданий.

### Другое
Другие сочинения:
- «Catalogus plantarum, quas in ditione florae palatinatus legerunt Koch et Ziz» (1824),
- «De Salicibus europeis» (Эрланген, 1828).